# Aphaenogaster flemingi
Aphaenogaster flemingi är en myrart som beskrevs av Smith 1928. Aphaenogaster flemingi ingår i släktet Aphaenogaster och familjen myror. Inga underarter finns listade i Catalogue of Life.

## Bildgalleri

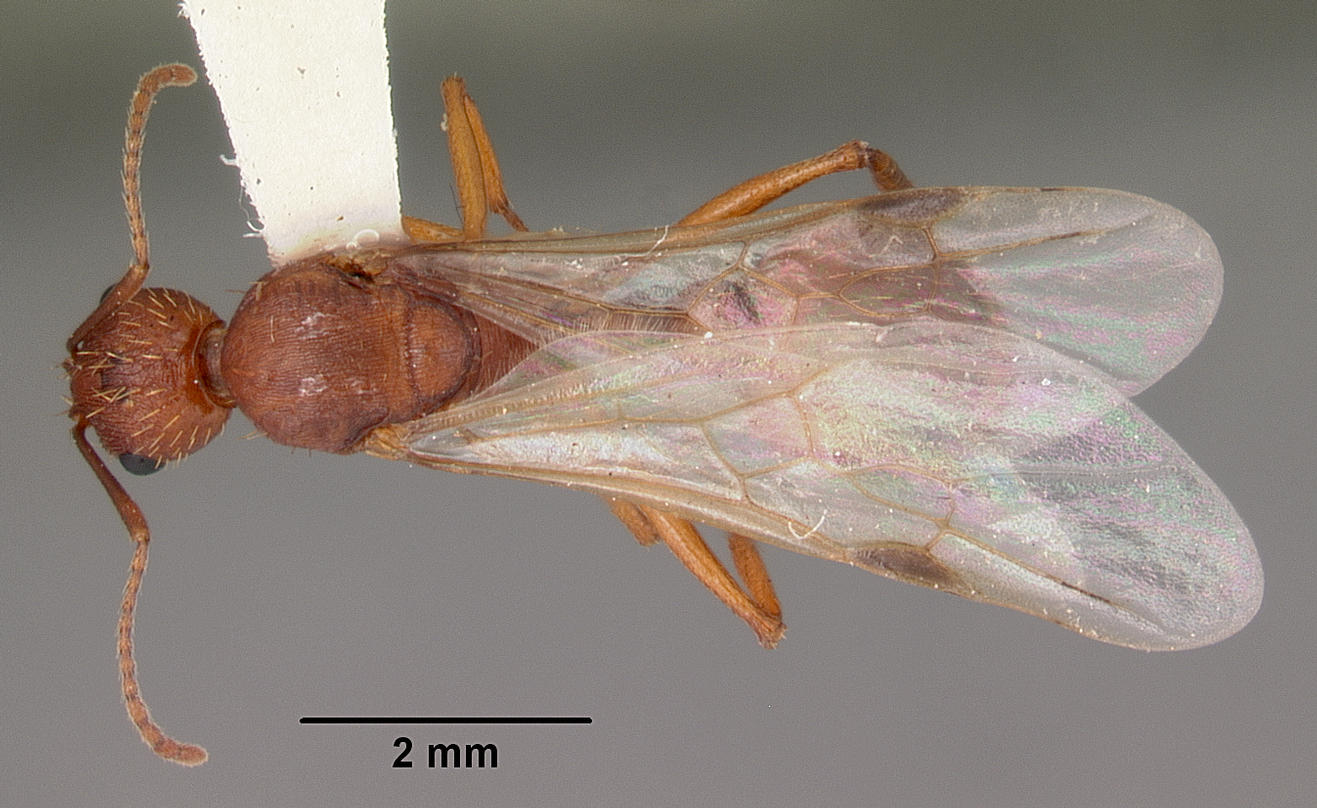
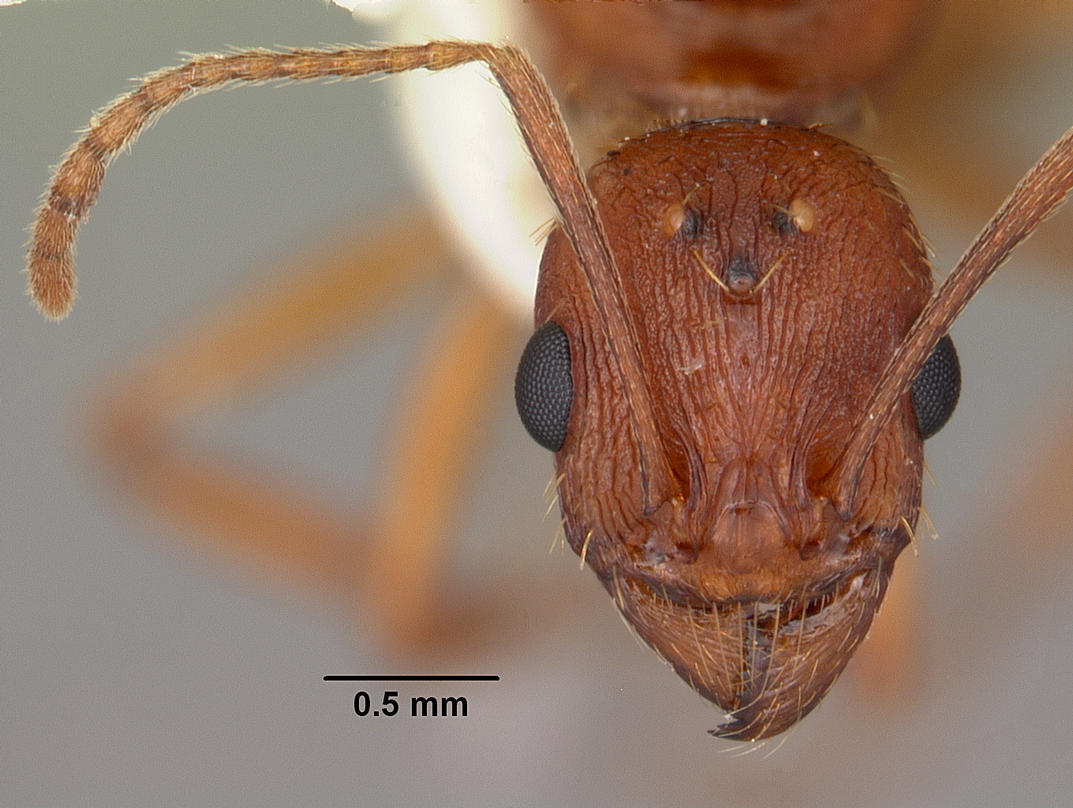
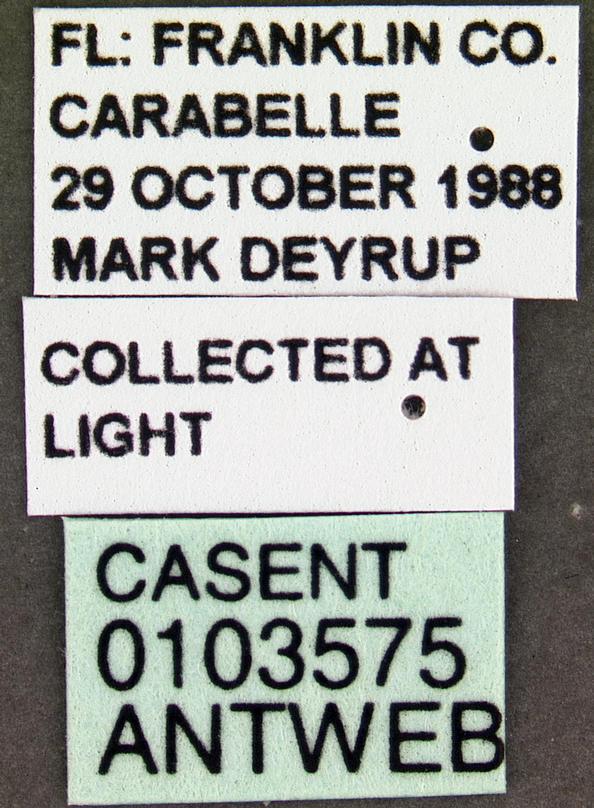
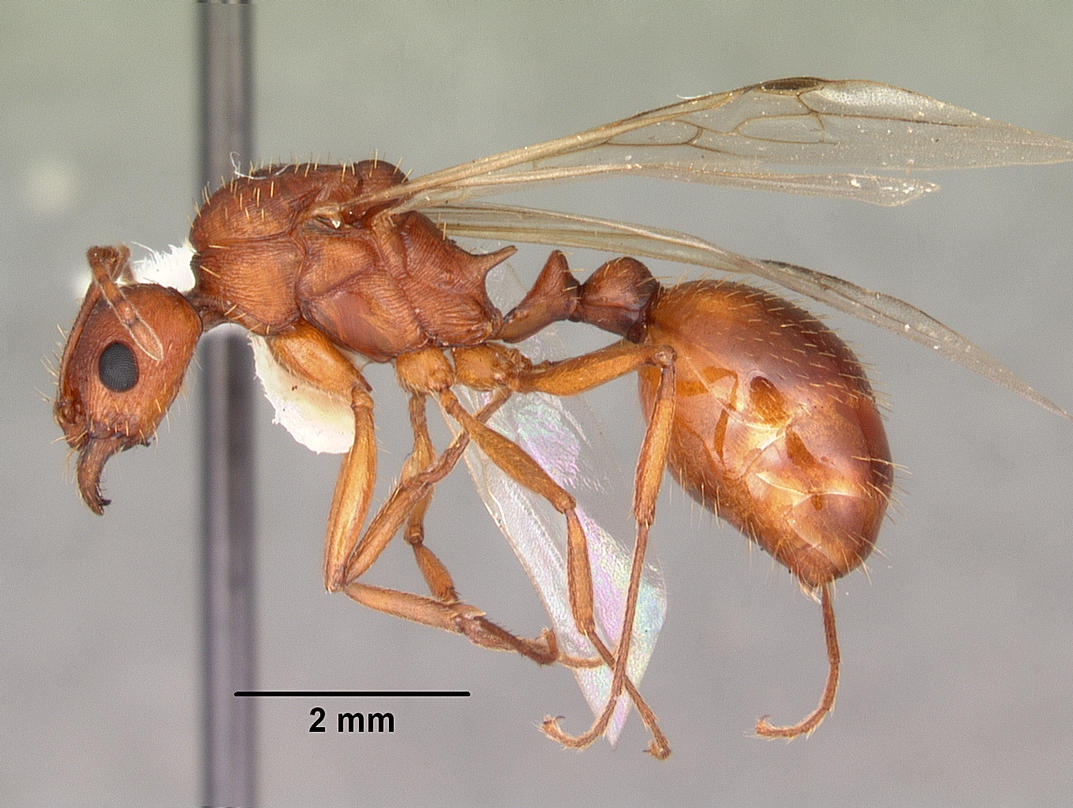
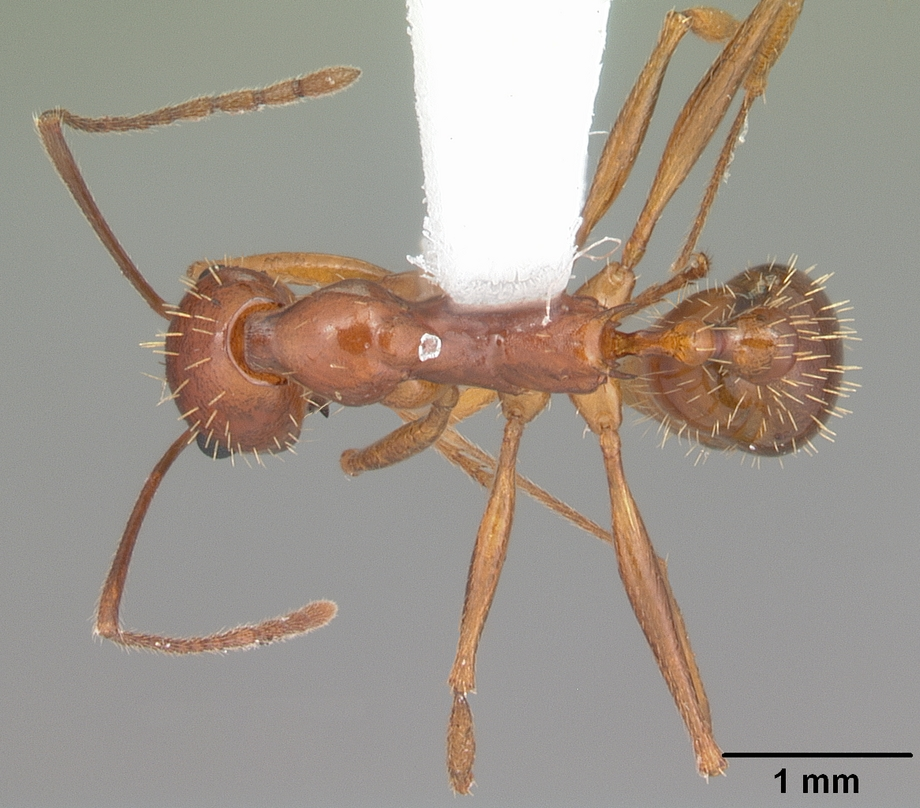
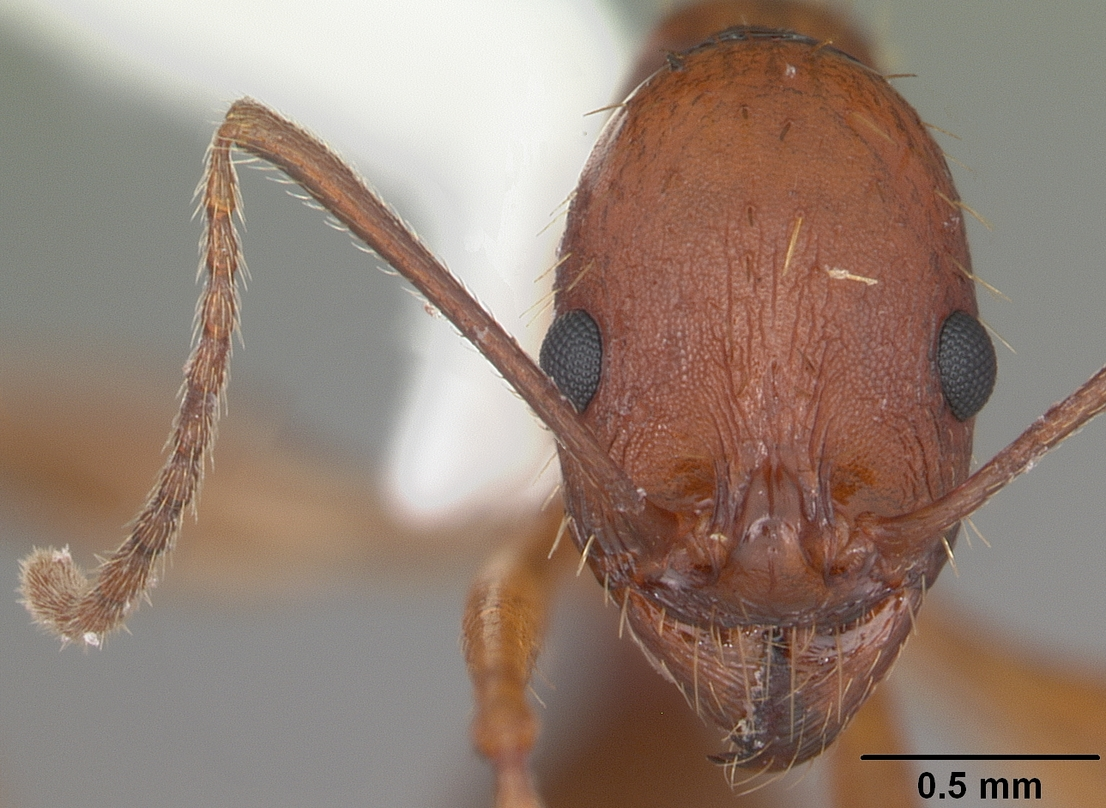